# Куан, Йе
Йе Куан (англ. Ye Quan; род. 15 октября 2001, Рейкьявик, Исландия) — китайско-канадский фигурист, выступающий в танцах на льду в паре с Ханной Лим за Республику Корея. Двукратный чемпион Республики Корея (2024, 2025).

## Биография

### Ранние годы
Родился 15 октября 2001 года в Рейкьявике, Исландия. Его мать родилась и выросла в Китае, а будучи беременной, переехала в Исландию. Отец имеет корейское гражданство. Семья проживала в рыбацкой деревушке Болунгарвик. Когда мальчику исполнилось два года, он переехал в Китай к бабушке и деду, а ещё через год отправился в Канаду. На 2022 год его родители проживают в Канаде.
Китайское имя фигуриста — Цюань Е (кит. упр. 全曄, пиньинь Quán Yè), где Цюань — фамилия, а Е — личное имя. В корейском прочтении — Чхвиан Йе (кор. 취안예). СМИ в Республике Корея также именуют его на западный манер — Йе Гван (예콴).
Начал заниматься фигурным катанием примерно в пять лет. На коньки его поставила мать, которая хотела дать возможность сыну попробовать разные виды спорта. До десяти лет не относился к увлечению серьёзно, катался просто для удовольствия. Тогда Куан хотел бросить фигурное катание, но тренер предложил ему перейти в танцы на льду. Его первыми партнёршами в танцах были Маика Абгралль-Шуинар, Летисия Бриан и Розали Гру.
В июле 2019 года стал партнёром Ханны Лим. Местом тренировок была выбрана Ice Academy of Montreal, которую возглавляют Мари-Франс Дюбрёй, Патрис Лозон и Ромен Агеноэр. В течение двух сезонов Куан и Лим участвовали в турнирах внутри Канады, прежде чем перешли в сборную Республики Корея.

### Сезон 2021/22
В августе 2021 года Куан и Лим дебютировали за Республику Корея в юниорском Гран-при, выступив на этапе в Куршевеле, Франция. Они занимали четвёртое место после ритм-танца, но в произвольном танце опередили чехов Катержину Мразкову и Даниэля Мразека, благодаря чему финишировали третьими в общем зачёте. Бронза Куана и Лим стала первой медалью для южнокорейских танцев на льду в рамках как юниорского, так и взрослого Гран-при. На втором этапе, который проходил в России, корейцы заняли шестое место.
На чемпионате мира среди юниоров 2022 года, проходившем в Таллине, Куан и Лим были седьмыми в ритм-танце, заняли четвёртую позицию в произвольном танце, в итоге став шестыми.

### Сезон 2022/23
Второй год подряд Куан и Лим открывали сезон на этапе юниорского Гран-при Куршевеле. Они заняли первое место как в ритм-танце, так и в произвольном танце, установив новые личные рекорды в обоих сегментах и по сумме. Таким образом они стали первыми южнокорейскими танцорами, завоевавшими золото на этапах Гран-при среди юниоров. На этапе в Италии они финишировали четвёртыми в ритм-танце из-за ошибок на дорожке шагов и в паттерне «аргентинское танго». После исполнения произвольной программы они поднялись на вторую строчку, уступив лишь Мразковой и Мразеку. Золото и серебро на этапах юниорского Гран-при позволили им выйти в финал серии. Они стали первыми южнокорейскими танцорами, прошедшими в финал юниорского Гран-при.
В финале, состоявшемся в Турине, Куан и Лим шли третьими после ритм-танца с результатом 64,21. Они отставали всего на 0,37 балла от британцев Фибе Беккер и Джеймса Эрнандеса, а также всего на 0,13 балла опережали Мразкову и Мразека, которые считались фаворитами, но упали на одном из элементов. По итогам произвольной программы корейцы поднялись на второе место, чему способствовало ещё одно падение Мразеков, которые в сумме отстали от Йе и Ханны на 0,99 балла. Серебро Куана и Лим стало первой медалью финала Гран-при среди юниоров для корейских танцев на льду.
Завершали сезон на чемпионате мира среди юниоров 2023 года в Калгари. В ритм-танце они финишировали вторыми с новым личным рекордом 71,08, отстав от лидеров сегмента Мразковой и Мразека на 0,11, но опередив Беккер и Эрнандеса, занимавших третье место, более чем на два балла. В произвольном танце они также установили новый личный рекорд — 103,31, и выиграли серебряную медаль. Эта награда чемпионата мира среди юниоров стала первой в истории для азиатских танцоров.
По общим результатам фигуристов в сезоне 2022/23 Республика Корея впервые квалифицировалась на World Team Trophy, который прошёл в 2023 году в Токио. Поскольку в Республике Корея не было танцевальных пар, которые выступали бы в том сезоне на взрослом уровне, Куан и Лим получили возможность дебютировать среди взрослых. Это означало замену их ритм-танца сразу после юниорского чемпионата мира среди юниоров. Они создали новую программу под композицию Камилы Кабельо «Don’t Go Yet». В ритм-танце корейцы заняли последнее шестое место. В произвольной Куан также стали шестыми. По сумме всех выступлений — в мужском и женском одиночном катании, парном катании и танцах на льду — сборная Республики Корея завоевала серебряную медаль.

### Сезон 2023/24
Куан и Лим получили первое приглашение на челленджер, приняв участие в Autumn Classic International 2023, где взяли бронзовую медаль. На дебютном для себя турнире взрослого Гран-при, Skate America 2023, заняли девятое место среди десяти пар. На втором этапе, Гран-при Франции 2023, они улучшили уровень катания, расположившись на шестой позиции.
В январе 2024 года стали победителями взрослого чемпионата Республики Корея. После чего пара вошла в состав сборной Республики Корея на предстоящий сезон.

## Результаты
CS: Challenger Series
| Соревнования                | 21/22         | 22/23         | 23/24         | 24/25         |
| Международные               | Международные | Международные | Международные | Международные |
| --------------------------- | ------------- | ------------- | ------------- | ------------- |
| Чемпионат мира              |               |               | 14            |               |
| Четыре континента           |               |               | 7             | 6             |
| Гран-при Франции            |               |               | 6             |               |
| Гран-при США                |               |               | 9             |               |
| Гран-при Канады             |               |               |               | 7             |
| Гран-при Финляндии          |               |               |               | 9             |
| CS Autumn Classic           |               |               | 3             |               |
| CS Warsaw Cup               |               |               | 2             | 3             |
| CS Мемориал Дениса Тена     |               |               |               | 5             |
| World Team Trophy           |               | 2             |               |               |
| Международные среди юниоров |               |               |               |               |
| Чемпионат мира              | 6             | 2             |               |               |
| Финал Гран-при              |               | 2             |               |               |
| Гран-при Италии             |               | 2             |               |               |
| Гран-при Франции            | 3             | 1             |               |               |
| Гран-при России             | 6             |               |               |               |
| Национальные                |               |               |               |               |
| Чемпионат Республики Корея  |               |               | 1             | 1             |
| ЧРК среди юниоров           | 1             |               |               |               |